# C (lettre)
Pour les articles homonymes, voir C.
Cette page contient des caractères spéciaux ou non latins. S’ils s’affichent mal (▯, ?, etc.), consultez la page d’aide Unicode.
C est la troisième lettre de l'alphabet latin.

## Histoire
|                                |                     |            |            |          |
| Proto-sinaïtique               | « Gīmel » phénicien | Gamma grec | C étrusque | C romain |
| Évolution probable du graphème |                     |            |            |          |

L'origine de la lettre C semble être la même que celle de la lettre G ; l'étrusque ne faisant semble-t-il pas de différence entre les consonnes occlusives vélaires sourdes et sonores ([k] et [ɡ] en API), l'alphabet étrusque utilisa la troisième lettre de l'alphabet grec, le gamma, pour transcrire leur [k]. L'alphabet grec quant à lui avait vraisemblablement emprunté la graphie du « gīmel » phénicien signifiant chameau.
Il semble que les Romains utilisèrent tout d'abord la graphie étrusque pour représenter à la fois les sons [k] et [ɡ] ; une barre horizontale fut ajoutée par le consul Spurius Carvilius Ruga vers 230 av. J.-C. pour les distinguer et créer le G (un cas unique de création de lettre documentée).
 Le dessin de la clef d'ut est dérivé de la lettre C (note pour do ou ut).

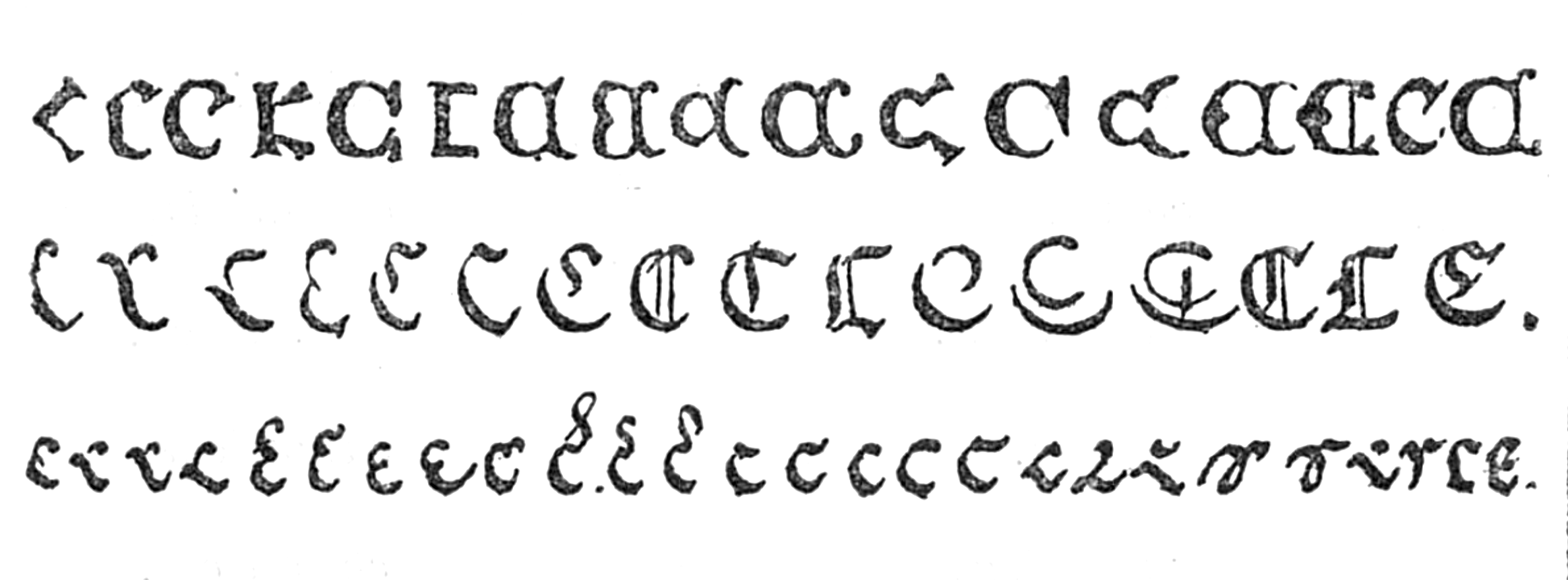
Formes majuscules et minuscules manuscrites de la lettre C dans le Dictionnaire des abréviations latines et française d’Alphonse Chassant.

## Français
En français, le C se prononce :
- comme une consonne occlusive vélaire sourde ([k] en API) devant un a, un o, un u ou une consonne ;
- comme une consonne fricative alvéolaire sourde ([s] en API) devant un e, un i ou un y ;
- exceptionnellement comme une consonne occlusive vélaire sonore ([ɡ] en API) : eczéma, second, zinc.

Le ç est d'origine espagnole (XVIe siècle) et se prononce toujours [s].
Le digramme ch transcrit la plupart du temps une consonne fricative post-alvéolaire sourde ([ʃ] en API) (chemin), mais parfois [k] qui remplace le [x] dans les mots d'origine grecque (chaos, chorale, archétype...).

## Autres langues
De très nombreuses langues utilisent la lettre C, dont la prononciation peut varier selon les langues : 
- [t͡s] dans les langues balto-slaves écrites avec l'alphabet latin mais aussi en hongrois, albanais, espéranto ;
- [t͡ʃ], notamment en italien et en roumain devant E et I, ainsi qu'en indonésien ;
- [θ] en espagnol devant E et I (seulement dans certains dialectes) ;
- [d͡ʒ] en turc et en azéri ;
- [t͡sʰ] en hanyu pinyin (méthode de transcription du mandarin).
- [ʃ] dans l' alphabet berbère latin

En alphabet phonétique international, [c] représente une consonne occlusive palatale sourde.

## Codage

### Informatique
| Lettre                   | C                        | C                        | c                         | c                         |
| ------------------------ | ------------------------ | ------------------------ | ------------------------- | ------------------------- |
| Nom Unicode              | Lettre capitale latine C | Lettre capitale latine C | Lettre minuscule latine C | Lettre minuscule latine C |
| Encodage                 | décimal                  | hexadécimal              | décimal                   | hexadécimal               |
| ASCII, ISO 8859, Unicode | 67                       | 43                       | 99                        | 63                        |
| EBCDIC                   | 195                      | C3                       | 131                       | 83                        |

### Radio
- Épellation alphabet radio
  - international : Charlie
  - allemand : Cäsar
- En alphabet morse, la lettre C vaut « -·-· »

### Autres
| Signalisation | Signalisation | Langue des signes | Langue des signes | Écriture Braille |
| Pavillon      | Sémaphore     | française         | québécoise        | Écriture Braille |
| ------------- | ------------- | ----------------- | ----------------- | ---------------- |
|               |               |                   |                   |                  |